# 明宝温泉
明宝温泉（めいほうおんせん）は、岐阜県郡上市明宝奥住にある温泉。

## 概要
国道472号線沿い、めいほうスキー場へ行く途中に温泉地が位置。温泉街は形成されていない。
吉田川沿いの山中に、日帰り温泉施設「湯星館」1軒と温泉宿泊施設が2軒、その他に温泉を持たない宿泊施設が1軒存在する。

## 泉質
- アルカリ性単純弱放射能泉
  - 泉温　41℃
- アルカリ性単純温泉（リゾートペンション四季彩）

## 沿革
- 1990年（平成2年）- 源泉が出る。暫くの間、「めいほう温泉」と称した簡易の足湯だった。
- 1992年（平成4年）- 株式会社として設立して間もない明宝レディースが、「うどん・そばの店 ゆうゆう」を温泉内で開店。
- 1995年（平成7年）- 「湯星館」を開業。
- 1998年（平成10年）- 明宝レディースが、湯星館内で「手作りの味処 ゆうゆう」としてリニューアルオープン。
- 2004年（平成16年）-  岩盤浴を開設。
- 2010年（平成22年）- 明宝レディースが、およそ18年営業してきた「ゆうゆう」の事業を譲渡する。店名は引き続き「お食事処 ゆうゆう」として営業を継続。

## アクセス
- 東海北陸自動車道郡上八幡I.Cより国道472号線を高山方面へ車で約30分。

- 長良川鉄道越美南線郡上八幡駅よりバスで約45分。